# Gintautas Paluckas

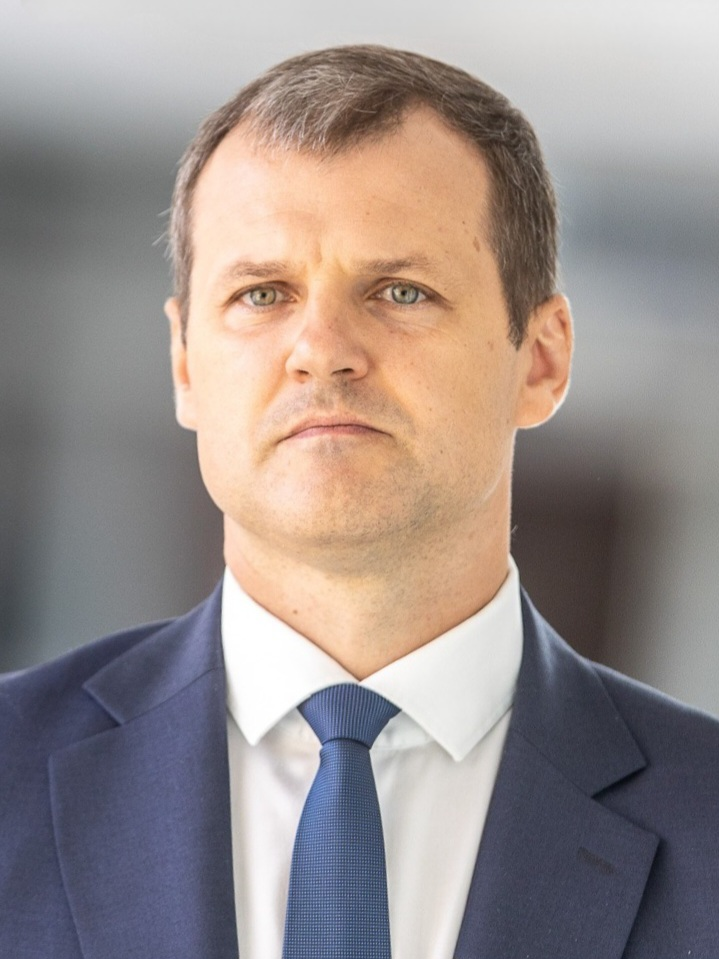
Gintautas Paluckas (2023)

Gintautas Paluckas (* 19. August 1979 in Panevėžys, Litauische SSR, Sowjetunion) ist ein litauischer Politiker (LSDP). Er war von Dezember 2024 bis August 2025 Premierminister von Litauen. Paluckas ist seit 2020 Mitglied des Seimas. Er war von 2017 bis 2021 sowie kurzzeitig 2025 erneut LSDP-Parteivorsitzender. Von 2021 bis 2022 war er Vorsitzender der LSDP-Fraktion im Seimas.

## Ausbildung
Nach dem Abitur 1997 am Juozas-Balčikonis-Gymnasium in Panevėžys studierte Paluckas von 2000 bis 2001 Englische Sprache am Charles Dickens College in London. 2003 absolvierte er ein Bachelorstudium der Informatik an der Fakultät für Mathematik und Informatik der Universität Vilnius und 2004 ein Wirtschaftsstudium an der Vilnius University Business School. Ab 2004 studierte er Rechtswissenschaft an der Universität Vilnius. Er schloss das Studium der Wirtschaftswissenschaften an der Fakultät für Wirtschaftswissenschaften der Universität Vilnius ab.

## Öffentlicher Dienst und Geschäftstätigkeit
Von 2003 bis 2005 arbeitete Gintautas Paluckas als Spezialist bei der nationalen Sozialversicherungsbehörde SoDra. Ab 2005 war er parlamentarischer Assistent des litauischen sozialdemokratischen Europaabgeordneten Justas Vincas Paleckis. Von 2007 bis 2009 leitete Paluckas als Direktor die Verwaltung der Stadtgemeinde Vilnius.
2009 gründete er das Unternehmen UAB Elektromotus und war dessen Aktionär. Von 2010 bis	2015 leitete er als Direktor das Unternehmen UAB Emus. 2013 war er Gründer und Gesellschafter des Projekts MyLakeMap (Website und Smartphone-App zur Kartierung der Seetiefe) sowie Aktionär des Unternehmens UAB Sagerta. Seit 2024 ist er Aktionär des Unternehmens Garnis UAB.

## Politische Karriere

### Parteikarriere
In der Jugendzeit war Gintautas Paluckas Mitglied der  Liga Junger Konservativer, der litauischen  Jugendorganisation der konservativen Partei Vaterlandsbund - Christdemokraten Litauens.
Seit 2003 ist Gintautas Paluckas Mitglied der Lietuvos socialdemokratų partija, 2005 trat er auch in die Sozialdemokratische Jugend Litauens ein. Ab 2013 war er verantwortlicher Sekretär und Vorstandsmitglied der LSDP.
Ende April 2017 wurde Paluckas zum LSDP-Parteivorsitzenden ausgewählt. Er setzte sich gegen damaligen Wirtschaftsminister Mindaugas Sinkevičius durch. Paluckas führte die Partei bis 2021, ihm folgte Vilija Blinkevičiūtė nach. Im Mai 2025 übernahm er von Blinkevičiūtė erneut den Parteivorsitz. Anfang August 2025 trat er vom Parteivorsitz wieder zurück; ihm folgte Mindaugas Sinkevičius nach.

### Kommunalwahl
Bei den Kommunalwahlen in Litauen 2011 kandidierte Paluckas als unabhängiger Einzelkandidat, verfehlte jedoch den Einzug in den Stadtrat von Vilnius.
Bei den Kommunalwahlen in Litauen 2015 wurde er zum Mitglied des Stadtrats von Vilnius gewählt. 2015 bis 2019 war Paluckas Vizebürgermeister der Stadtgemeinde Vilnius. 2019 wurde er nicht erneut in den Stadtrat gewählt.

### Europawahl
Paluckas kandidierte bei der Europawahl in Litauen 2024, verfehlte jedoch den Einzug ins Parlament.

### Mitglied des Seimas
Bei der Parlamentswahl in Litauen 2016 kandidierte Paluckas im Wahlkreis Fabijoniškės, verfehlte jedoch den Einzug ins Parlament. 2019 kandidierte er erfolglos bei einer Nachwahl zum Parlament im Wahlkreis Žirmūnai.
Seit 2020 ist Paluckas Mitglied des Seimas. 2020 und 2024 zog über die LSDP-Parteiliste ins Parlament ein. Er kandidierte jeweils im Wahlkreis von Utena, verfehlte jedoch das Direktmandat.

### Premierminister
Nach der Parlamentswahl in Litauen 2024, bei der die LSDP stärkste Kraft wurde, wurde Paluckas von seiner Partei als Premierminister nominiert. Spitzenkandidatin Vilija Blinkevičiūtė hatte nach der Wahl erklärt, auf dieses Amt zu verzichten. Am 19. November 2024 wurde er offiziell von Präsident Gitanas Nausėda als Premierminister nominiert. Am 21. November 2024 wurde er vom Seimas zum Premierminister gewählt und von Präsident Nausėda zum Premierminister ernannt. Paluckas und sein Kabinett traten ihr Amt am 12. Dezember 2024 an.
Am 4. August 2025 trat Paluckas nach Korruptionsvorwürfen als Premierminister zurück. Die Regierung trat gemäß litauischer Verfassung ebenfalls zurück, bleibt aber geschäftsführend im Amt. Finanzminister Rimantas Šadžius übernahm kommissarisch, bis zur Vereidigung eines neuen Kabinetts, das Amt des Premierministers.

## Amtsdelikt
Paluckas wurde 2010 vom 1. Stadtkreisgericht Vilnius gemäß Artikel 228 Absatz 1 des Strafgesetzbuches Litauens verurteilt. Der Anklagepunkt war eine Straftat der Kategorie „Verbrechen und Strafverletzungen gegen öffentliche Ämter und öffentliche Interessen“, konkret der Missbrauch des Amtes. Das Oberste Gericht Litauens bestätigte 2012 die Verurteilung. Paluckas wurde des Amtsmissbrauchs in einer undurchsichtigen öffentlichen Ausschreibung für schuldig befunden, als er als Direktor der Stadtverwaltung von Vilnius tätig war.

## Familie
Paluckas ist verheiratet und hat zwei Kinder.